# Dieter Brummer
Dieter Brummer (Sídney, 5 de mayo de 1976-Glenhaven, 24 de julio de 2021) fue un actor australiano, conocido por haber interpretado a Shane Parrish en la serie Home and Away.

## Carrera
En 1992, se unió al elenco de la serie Home and Away, donde interpretó a Shane Parrish hasta 1996, después de que su personaje muriera debido a una infección por envenenamiento de la sangre que contrajo al hacerse un corte en una mano con un alambre.
En 2009, se unió al elenco de la segunda temporada de otra serie, Underbelly: A Tale of Two Cities, donde interpretó a Trevor Haken, un detective corrupto de la policía de NSW. Poco después, volvió a interpretar a Trevor, ahora detective corrupto de Kings Cross en la serie Underbelly: The Golden Mile.
En 2011, se unió como personaje recurrente a otra serie australiana, Neighbours, donde interpretó al soldado Troy Miller, el padre biológico de Callum Jones. Su última aparición fue en junio del mismo año, después de que su personaje decidiera irse de la ciudad. En marzo de 2012, se anunció que Dieter regresó a la serie y se fue nuevamente el 3 de julio del mismo año, luego de que su personaje se desmayara en su camioneta mientras huía de la policía y muriera.

## Filmografía
Series de televisión.:
| Año             | Título                           | Personaje           | Notas                              |
| --------------- | -------------------------------- | ------------------- | ---------------------------------- |
| 2013 - presente | Winners & Losers                 | Jason Ross          | 5 episodios                        |
| 2011, 2012      | Neighbours                       | Capitán Troy Miller | 26 episodios                       |
| 2011            | Rescue Special Ops               | Nathan Pearl        | episodio "Demons Days"             |
| 2010            | Underbelly: The Golden Mile      | Trevor Haken        | 13 episodios                       |
| 2009            | Underbelly: A Tale of Two Cities | Trevor Haken        | 9 episodios                        |
| 2001            | Crash Palace                     | Dave Collins        | tv serie                           |
| 1997 - 1998     | Medivac                          | Dr. Sean Michaels   | tv serie                           |
| 1992 - 1996     | Home and Away                    | Shane Parrish       | 329 episodios                      |
| 1996            | Snowy River: The McGregor Saga   | Nathan              | episodio "A Son for a Son: Part 2" |
| 1996            | Shark Bay                        | Brad Delaney        | tv serie                           |
| 1994            | Full Frontal                     | Interpretador       | episodio # 2.22                    |

Películas:
| Año  | Título                                          | Personaje          | Notas                                                                          |
| ---- | ----------------------------------------------- | ------------------ | ------------------------------------------------------------------------------ |
| 2011 | Cupid                                           | Apollo             | corto - junto a Clare Bowen, Alyssa McClelland, Guy Edmonds & Caroline Brazier |
| 2009 | A Model Daughter: The Killing of Caroline Byrne | Sgt. Mark Powderly | junto a Cariba Heine, David Lyons, Indiana Evans & Kylie Watson                |
| 2001 | The Finder                                      | Rick Davidson      | junto a Allison Cratchley & Callan Mulvey                                      |
| 1999 | Tom's Funeral                                   | Tom                | junto a Jackie Woodburne & Rebecca Smart                                       |

## Premios y nominaciones
| Año  | Categoría                | Premio             | Nominado      | Resultado |
| ---- | ------------------------ | ------------------ | ------------- | --------- |
| 1996 | Most Popular Actor       | Silver Logie Award | Home and Away | Ganador   |
| 1996 | Most Notably Performance | Gold Logie Award   | Home and Away | Nominado  |
| 1995 | Most Popular Actor       | Silver Logie Award | Home and Away | Ganador   |